# Dunja Gry Jensen
Dunja Gry Jensen (født 20. august 1965 i Danmark) er en dansk manuskriptforfatter. Jensen er uddannet som manuskriptforfatter fra Den Danske Filmskole i 1996.
Hun fik sin debut i 1999, som manuskriptforfatter på seks episoder på sidste sæson af tv-serien TAXA. Serien blev sendt på DR1 i perioden 1997-1999. 
I 2008 var hun hovedforfatter på anden sæson af DR-serien Sommer. Dunja Gry Jensen var  i 2000 manuskriptforfatterne på episode 8 af krimiserien Rejseholdet, som gik på DR1 fra 2000 til 2004. 
I 2015 var hun hovedforfatter på dramaserien Norskov, assisteret af Henrik Ruben Genz. Serien blev fornyet med en anden sæson i 2017, efter en seerkampagne for at få serien fornyet.
Jensen var gift med instruktør Max Kestner, og har været manuskriptforfatter på en række af hans film. De har tre børn sammen.
I 2017 skrev hun manuskript til Max Kestners spillefilmdebut science-fiction-filmen QEDA.

## Hædersbevisninger
Jensen vandt, sammen med Henrik Ruben Genz, i 2008 prisen for bedste manuskript for spillefilmen Frygtelig lykkelig (2008) ved den spanske filmfestival Valladolid International Film Festival. I 2009 modtog manuskriptforfatter-duoen en Robert for Årets Manuskript for samme film. I 2016 var hun nomineret til en Robert for bedste danske Tv-serie for Norskov, sammen med produceren Senia Dremstrup og instruktøren Louise Friedberg. 